# Вышковское
Вышковское (укр. Вишківське) — село, входит в Ставищенский район Киевской области Украины.
Население по переписи 2001 года составляло 64 человека. Почтовый индекс — 09422. Телефонный код — 4564. Занимает площадь 0,68 км². Код КОАТУУ — 3224282003.

## Местный совет
09422, Київська обл., Ставищенський р-н, с. Винарівка, вул. Садова, 1